# Primer teorema de la incompletitud de Gödel
El primer teorema de incompletitud de Gödel es un teorema enunciado por el lógico-matemático austríaco Kurt Gödel en 1931, en su artículo Über formal unentscheidbare Sätze der Principia Mathematica und verwandter Systeme, I (Sobre proposiciones formalmente indecidibles de Principia Mathematica y sistemas relacionados, en español), donde demuestra la indecibilidad de teorías axiomáticas.

## Enunciado
El enunciado del teorema puede entenderse sin necesidad de abordar la teoría, y se entiende como sigue:
| Cualquier teoría aritmética recursiva que sea consistente es incompleta. |

O bien, puede enunciarse más formalmente como:
| Sea {\displaystyle T} una teoría semirrecursiva que interprete a {\displaystyle Q}, en la que no pueda probarse la traducción de ninguna sentencia {\displaystyle \Sigma _{1}} de {\displaystyle {\mathcal {L}}_{a}} que sea falsa en el modelo natural. Entonces la sentencia de Gödel de {\displaystyle T} no es demostrable ni refutable en {\displaystyle T}. |

donde definimos que un lenguaje formal {\displaystyle {\mathcal {L}}} es recursivo si son recurvas las relaciones {\displaystyle {\text{Var}}(k)}, {\displaystyle {\text{Rel}}(k)} y {\displaystyle {\text{Fn}}(k)} que se cumplen, respectivamente, cuando el número {\displaystyle k} es una variable, un relator o funtor de {\displaystyle {\mathcal {L}}}, así como la función Nar(k) que vale cero excepto sobre relatores y funtores, en los cuales es igual a su número de argumentos. 
Una teoría axiomática {\displaystyle T} es recursiva (respec. semirrecursiva) si el conjunto de sus axiomas (como números naturales) es recursivo (respec. semirrecursivo).
Si {\displaystyle T} es una teoría semirrecursiva que interprete a {\displaystyle Q}, podemos considerar la fórmula {\displaystyle {\displaystyle \psi (\alpha )\equiv \neg {\underset {\ulcorner T\urcorner }{\vdash }}\alpha }}, así como su traducción a {\displaystyle {\mathcal {L}}}. Además, existe una sentencia aritmética {\displaystyle G} del lenguaje {\displaystyle {\mathcal {L}}} de {\displaystyle T} tal que {\displaystyle {\displaystyle {\underset {T}{\vdash }}(G\longleftrightarrow \neg {\underset {\ulcorner T\urcorner }{\vdash }}\ulcorner G\urcorner }).} A cualquier sentencia que cumpla esta propiedad se le denomina sentencia de Gödel para la teoría  {\displaystyle T}.

## Demostración
Por hipótesis hay fórmulas no demostrables en {\displaystyle T}, luego podemos suponer que {\displaystyle T} es consistente. Queremos probar que si {\displaystyle T} es semirrecursiva, consistente y extiende a {\displaystyle Q}, entonces las sentencias de Gödel de {\displaystyle T} no son demostrables en {\displaystyle T}.
En efecto, si {\displaystyle {\underset {T}{\vdash }}G} entonces {\displaystyle {\displaystyle {\underset {Q}{\vdash }}{\underset {\ulcorner T\urcorner }{\vdash }}\ulcorner G\urcorner }}, luego {\displaystyle {\displaystyle {\underset {T}{\vdash }}{\underset {\ulcorner T\urcorner }{\vdash }}\ulcorner G\urcorner }}, donde la última fórmula es traducción a {\displaystyle {\mathcal {L}}} de la anterior, luego, por definición de sentencia de Gödel, {\displaystyle {\displaystyle {\underset {T}{\vdash }}\neg G}}, y resulta que {\displaystyle T} es contradictoria.
Así, {\displaystyle G} no es demostrable, luego {\displaystyle {\displaystyle \mathbb {N} \models \neg {\underset {\ulcorner T\urcorner }{\vdash }}\ulcorner G\urcorner }}. así la traducción a {\displaystyle {\mathcal {L}}} de esta sentencia no es demostrable en {\displaystyle T}, pero por definición de sentencia de Gödel tal traducción es equivalente a {\displaystyle G} en {\displaystyle T}, por lo tanto en las hipótesis del teorema {\displaystyle G} no es demostrable en {\displaystyle T}.